# Rue Pecquay
Rue Pecquay je ulice v Paříži v historické čtvrti Marais. Nachází se ve 4. obvodu.

## Poloha
Ulice vede od křižovatky s Rue des Blancs-Manteaux a končí na křižovatce s Rue Rambuteau.

## Historie
V roce 1300 se ulice jmenovala Rue Pérenelle-de-Saint-Pol. V knize Le Dit des rues de Paris je uváděna jako Rue Perrenele de Saint-Pol. Později se objevuje název Cul-de-sac des Blancs-Manteaux a Cul-de-sac Picquet. Tento název je odvozen od jména Jeana de la Haie, řečeného Picquet († kolem 1420), pařížského měšťana a rádce Karla VI., který zde vlastnil palác. Další název byl též Cul-de-sac Novion podle šlechtické rodiny de Novion, která zde taktéž vlastnila palác. Název Cul-de-sac Picquet byl posléze změněn na Impasse Pecquay. Pro ulici byla na základě ministerského výnosu z 10. května 1813 stanovena šířka 7 metrů. V roce 1844 došlo k přejmenování na Passage Pecquay. Dne 4. května 1955 došlo k přejmenování na dnešní název.

## Zajímavé objekty
- dům č. 7: v roce 1833 zde byl založen mužský pěvecký sbor Orphéon